# Villa María-Villa Nueva
Villa María - Villa Nueva —a veces denominada Gran Villa María
— es la aglomeración urbana que se extiende entre las ciudades argentinas de Villa María y Villa Nueva dentro del Departamento General San Martín de la provincia de Córdoba.
Ambas localidades se encuentran separadas por el río Ctalamochita que corre de oeste a este, por lo que la ciudad de Villa María se encuentra al norte, y Villa Nueva al Sur.

## Población
Cuenta con 122.321 habitantes  habitantes según el censo 2022, es la tercera aglomeración más poblada de la provincia, luego del Gran Córdoba y el Gran Río Cuarto y la 32.º a nivel nacional.
En el anterior censo contaba con 98.169 habitantes, lo que representa un incremento del 25%. 
| Villa María | General San Martín | 96.061  | 79.351 | 72.162 | 64.630 | 56.881 | 41.172 | 30.632 |  |
| Villa Nueva | General San Martín | 26.260  | 18.818 | 16.481 | 13.890 | 10.679 | 14.915 | 17.451 |  |
| Total       | General San Martín | 122.321 | 98.169 | 88.643 | 78.520 | 67.560 | 56.087 | 48.083 |  |